# Tupuxuara
Tupuxuara är ett släkte av flygödlor av azhdarchoidea super som levde i början av krita i vad som nu är Brasilien.